# Iván Velásquez
Iván José Velásquez Wilches (Cartagena, 27 de agosto de 1976) es un exfutbolista colombiano. Jugaba de delantero y se retiró en Los Caimanes de Perú.

## Trayectoria
Iván Velásquez es más conocido como La Champeta Velásquez, un apodo debido al ritmo musical originario de su natal Cartagena, y por sus celebraciones cada vez que marcaba en el arco rival.
En Venezuela, jugó con el Caracas FC en la Copa Libertadores 2007, marcando el gol de la victoria en el Monumental de Núñez, 1-0 sobre el histórico River Plate.
Una vez culminada la temporada 2007-2008 del fútbol venezolano, Velásquez regresó a Colombia para jugar con el Deportes Quindío, club al cual llevó a clasificar a los cuadrangulares semifinales por primera vez en su historia en el Torneo Apertura, con sus 13 goles marcados siendo el co-goleador del campeonato junto al argentino Miguel Caneo.
Posteriormente, fue trasferido al Once Caldas, donde no contó con mayor suerte de cara al gol en el Torneo Finalización. Por ello, en el 2009 llega como refuerzo a la delantera del Atlético Huila. Después de ser el goleador del equipo por varias temporadas sale a final de 2010 por bajo rendimiento.
El 6 de julio de 2011 se confirma el fichaje de Champeta por el Independiente Medellín.
El año 2013 juega en la Segunda División del Perú con Los Caimanes logrando el campeonato y anotando un total de 6 goles.

## Clubes
| Club                   | País      | Año         | Goles |
| ---------------------- | --------- | ----------- | ----- |
| Santa Fe               | Colombia  | 1999        | 1     |
| Deportes Tolima        | Colombia  | 2000 - 2001 | 24    |
| Atlético Nacional      | Colombia  | 2001 - 2003 | 21    |
| Deportes Tolima        | Colombia  | 2004        | 16    |
| Deportivo Maldonado    | Uruguay   | 2005        | 0     |
| Quilmes                | Argentina | 2005        | 4     |
| Junior                 | Colombia  | 2006        | 1     |
| Caracas                | Venezuela | 2006 - 2007 | 9     |
| Deportes Quindío       | Colombia  | 2007 - 2008 | 20    |
| Once Caldas            | Colombia  | 2008        | 1     |
| Atlético Huila         | Colombia  | 2009 - 2010 | 23    |
| Mineros de Guayana     | Venezuela | 2011        | 7     |
| Independiente Medellín | Colombia  | 2011 - 2012 | 3     |
| Deportes Quindío       | Colombia  | 2012        | 0     |
| Los Caimanes           | Perú      | 2013        | 6     |

## Palmarés

### Campeonatos nacionales
| Título                        | Club         | País      | Año     |
| ----------------------------- | ------------ | --------- | ------- |
| Primera División de Venezuela | Caracas      | Venezuela | 2006-07 |
| Segunda División              | Los Caimanes | Perú      | 2013    |

### Distinciones individuales
| Distinción                                         | Año  |
| -------------------------------------------------- | ---- |
| Goleador del Torneo Apertura colombiano (13 goles) | 2008 |